# Beeldgedicht
Een beeldgedicht is een gedicht dat is geïnspireerd door beeldende kunst.
Het kan gaan om de beschrijving of interpretatie van een schilderij, een beeldhouwwerk, een kunstvoorwerp of een installatie. De dichter kan echter ook het hele oeuvre van een kunstenaar proberen in woorden te vatten.
Beroemde oudere voorbeelden van beeldgedichten zijn 'Ode on a Graecian Urn' van John Keats, 'Archaischer Torso Apollos' van Rainer Maria Rilke, 'Musée des Beaux-Arts' van W.H. Auden (dat laatste over Bruegels schilderij 'De val van Icarus'). Over een heel oeuvre van een kunstenaar schreef Lucebert bijvoorbeeld de beeldgedichten 'Arp' en 'Moore'. 

## Bloemlezingen van beeldgedichten
Enkele bloemlezingen van beeldgedichten in het Nederlandse taalgebied, waarin tekst en reproductie van het kunstwerk naast elkaar staan, zijn:
- T. van Deel (sam., inl.), Ik heb het Rood van 't Joodse Bruidje lief. Gedichten over beeldende kunst, Querido, Amsterdam, 1988
- Anton Korteweg, Een engel zingend achter een pilaar. Gedichten over schilderijen, Sdu, Den Haag, 1992
- Anton Korteweg (sam.), Wie waren het, die Rembrandt zagen?, Athenaeum-Polak & Van Gennep, Amsterdam, 1992
- Jos en Maurits Smeyers, Misschien het tedere begrijpen. Dichter bij kunst, Davidsfonds, Leuven, 1999
- Kurt de Boodt (verz., inl.), Zie. Kunst in poëzie uit Vlaanderen, Uitgeverij P, Leuven, 2007.
- Anton Korteweg, Het oog van de dichter : 25 schilderijgedichten belicht, Rekkem, Ons Erfdeel, 2017